# Общество с ограниченной ответственностью (альбом)
«Общество с ограниченной ответственностью» — восьмой полноформатный студийный альбом российской группы «Аффинаж». Концептуальный альбом-приквел к «Мимо. Ранен. Убит.», вышедшему в 2020-м году. Пластинка состоит из 18 треков.

## История
Название альбома родилось из заглавных букв в названиях первых трех песен, которые начинаются на «О». Участники «Аффинаж» называют эту пластинку своей самой сильной, магистральной работой. Пластинка содержит в себе 18 композиций, на трёх из них приняли участие такие музыканты как Бранимир, Александр Ф. Скляр, Хаски, Сергей Летов и Юрий Музыченко. Запись альбома происходила с 2020 по 2023 год. Первый вариант обложки не был пропущен официальными площадками по цензурным соображениям. В трёх композициях принял участие хор слушателей. Песни «Окна» и «Посторонний» являются обновленными версиями композиций из сольного творчества Эма Калинина доаффинажного периода. После выхода пластинки группа отправилась в гастрольный тур в поддержку альбома.
Запись альбома велась на разных студиях: Red-Wave Studio, Добролёт, вокал — студия KONTAKT Records.

## Участники записи
- Эм Калинин — слова, вокал, синтезаторы, запись/сведение (4,8,10,15)
- Сергей Шиляев — бас-гитара
- Саша Ом — тромбон, гитары, бэк-вокалы, саунд-продюсирование
- Александр Корюковец — баян, синтезаторы
- Антон Новиков — барабаны
- Сергей Летов — саксофон (11)
- Юрий Смирнов — запись вокала
- Андрей Кулешов — запись (2,3,9,11,18)
- Данила Данилов — запись (1,5,6,7,12,13,14,16,17)

- Богдан Солодовник — сведение, мастеринг

В ролях:
- Яков Сухоцвет — Александр Кошкидько
- Мария Сухоцвет, мама — Татьяна Романовская
- Некто — Александр Юрасов
- Бывшая жена Якова — Камилла Дьяченко
- Конкурент — Александр Бранимир Паршиков
- Голоса из реклам — Хаски, Юрий Музыченко, Александр Ф. Скляр

## Список композиций
| №   | Название                                                         | Длительность |
| --- | ---------------------------------------------------------------- | ------------ |
| 1.  | «Нефть и уголь»                                                  | 3:32         |
| 2.  | «Мантикора»                                                      | 4:36         |
| 3.  | «Окна»                                                           | 5:02         |
| 4.  | «Утро (ft. Бранимир)»                                            | 2:36         |
| 5.  | «Посторонний»                                                    | 3:24         |
| 6.  | «Турист»                                                         | 4:07         |
| 7.  | «Сапожки»                                                        | 2:58         |
| 8.  | «Рекламная пауза (ft. Хаски, Юра Музыченко, Александр Ф. Скляр)» | 2:32         |
| 9.  | «Он»                                                             | 4:18         |
| 10. | «Всесилен он»                                                    | 1:50         |
| 11. | «Оружие (ft. Сергей Летов)»                                      | 2:45         |
| 12. | «Океан»                                                          | 4:23         |
| 13. | «Снегири»                                                        | 5:11         |
| 14. | «Ничего не потерял»                                              | 5:13         |
| 15. | «Стыдно»                                                         | 2:28         |
| 16. | «Парашют»                                                        | 4:05         |
| 17. | «За мой счёт»                                                    | 3:19         |
| 18. | «Приз»                                                           | 5:24         |